# Movement-Proteine

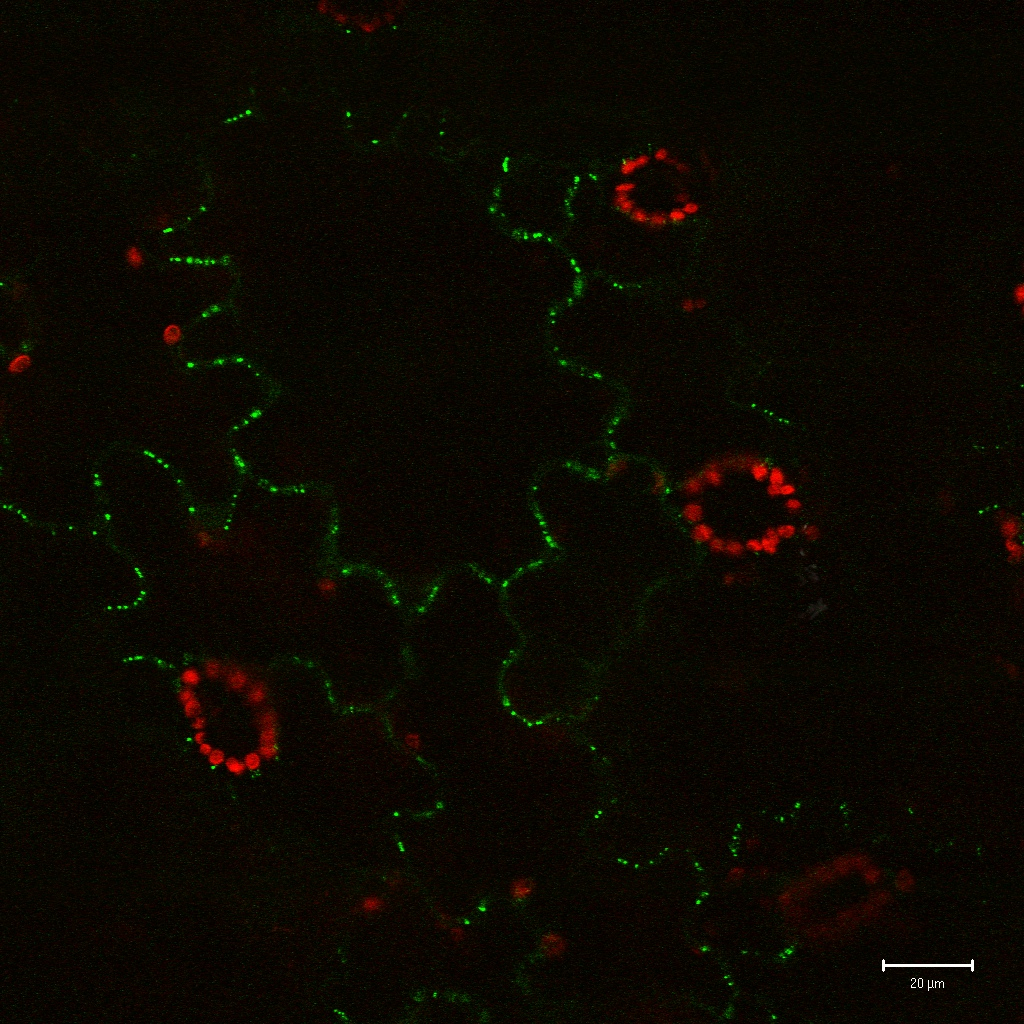
TMV MP30 lokalisiert sich an Plasmodesmata wenn es mit Grün fluoreszierendem Protein (GFP) fusioniert wird. Bild eines Konfokalmikroskops.

Movement-Proteine (auch „Movement“-Proteine; zu unterscheiden von den Motorproteinen zellulärer Organismen) ist eine Bezeichnung für Nicht-Strukturproteine von Pflanzenviren, von denen die Fähigkeit des Virus abhängt, sich von Zelle zu Zelle auszubreiten und die Pflanze damit erfolgreich zu infizieren. Im Gegensatz zu Zellen aus dem Reich der Tiere, haben Pflanzenzellen robuste Zellwände, die von Viren nicht einfach durchbrochen werden können. Ein oder mehrere Movement-Proteine werden von vielen, wenn nicht sogar von allen Pflanzenviren exprimiert.
Das Movement-Protein des Tabakmosaikvirus (TMV) wurde bisher am ausführlichsten erforscht.
Pflanzenviren können über lange Strecken auch über Leitbündel via Phloem ihrer Wirtspflanze transportiert werden.

## Pflanzenvirusbewegung zwischen Zellen
Die meisten Pflanzenviren bewegen sich zwischen den Zellen via Plasmodesmata, dünne, von einer Plasmamembran umgebene Plasmastränge, die durch die Zellwand einer Pflanzenzelle hindurch zur Nachbarzelle eine Verbindung schaffen. Plasmodesmata erlauben normalerweise nur die Passage kleiner, löslicher Moleküle, wie zum Beispiel diverse Metabolite. Weder das Viruspartikel, noch Virus-Nucleinsäuren können ohne Hilfe durch Plasmodesmata passieren.

## Funktion der Movement-Proteine
Movement-Proteine verändern das Plasmodesma durch zwei gut verstandene molekulare Mechanismen. Die Movement-Proteine vieler Pflanzenviren formen einen Transporttubulus für gereifte Pflanzenviren innerhalb der Pore des Plasmodesma. Beispiele für Viren, die diesen Mechanismus verwenden sind Cowpea Mosaic Virus (CPMV) und der Tomatenbronzefleckenvirus (TSWV). Der zweite Mechanismus führt dazu, dass der Ribonucleo-Protein-Komplex durch das Plasmodesma in die Nachbarzelle transportiert wird. Dafür geht das Movement-Protein eine Verbindung mit dem Genom des Virus ein und Ummantelt es. TMVs 30 KDa Movement-Protein benutzt diesen Mechanismus, obgleich er noch weitere Rollen bei der Infektion spielen könnte.